# Martin Glaessner
Martin Fritz Glaessner (Ústi nad Labem, República Checa, 25 de diciembre de 1906-Melbourne, 23 de noviembre de 1989) fue un geólogo y paleontólogo australiano. 
Nacido y educado en el imperio Austro-Húngaro, ocupando la mayoría de su vida en trabajar para compañías petroleras de Rusia, y estudiando la geología del Pacífico Sur, en Australia. Glaessner también realizó un trabajo inicial sobre la clasificación de las formas de vida pre - Cámbricas ahora conocidas como biota del Ediacárico, que propuso eran el antecedente de las formas de vida modernas.

## Vida y carrera
Glaessner era aborigen de Aussig, en el ex Imperio Austro-Húngaro (hoy Ústí nad Labem, República Checa). De 1923, a 1932, fue investigador asociado en la Naturhistorisches Museum de Viena, y desde 1925, profesor y doctorando de la Universidad de Viena, donde obtuvo, en 1929 un doctorado en leyes; y, en 1931, otro en geología y paleontología. De 1930 a 1931, fue investigador asociado en el Museo de Historia Natural de Londres.
En 1932 se mudó a Moscú y comenzó a trabajar en petrogeología en el Instituto Estatal de Investigación del Petróleo, hasta 1934. De 1934 a 1937, trabajó como Oficial de Investigación Superior en el Instituto de Combustibles Minerales de la Academia de Ciencias de Rusia; y, también fue profesor a tiempo parcial en el Instituto de Petróleo de Moscú, y en el Instituto Paleontológico de la Universidad de Moscú en 1936. 
En 1936, Glaessner se casó con Tina Tupikina, y regresó a Viena a fines de diciembre de 1937. De ascendencia judía por parte de su padre, fue arrestado el 19 de marzo de 1938; pero fue puesto en libertad para trabajar en la compañía petrolera anglo-iraní (hoy British Petroleum) en Londres.
Más tarde, en 1938 se trasladó a Port Moresby, Territorio de Nueva Guinea (luego bajo el control de Australia), donde trabajó para compañías conjuntas de exploración de petróleo hasta 1950. Desde 1950 hasta 1989, ocupó diversos cargos en la Universidad de Adelaida incluyendo la cátedra de Geología y Paleontología en 1964. 

## Honores

### Membresías
- De 1953 a 1989: asociado en el Museo del Sur de Australia, en Adelaida.[1]

- 1957: miembro de la Academia Australiana de Ciencias, y perteneció a su Concejo de 1960 a 1962.

- Presidente de la Comité Nacional de Ciencias Geológicas, de 1962 a 1977.

- 1985: Orden de Australia.[2]

- 1950 a 1970: investigador honorario asociado del Museo Americano de Historia Natural.[1]

## Galardones
Glaessner recibió la medalla Lyell de la Sociedad Geológica de Londres, la Medalla Charles Doolittle Walcott de la Academia Nacional de Ciencias de Estados Unidos en 1982, la Medalla Verco de la Real Sociedad del Sur de Australia (1970), y la Medalla Suess de la Sociedad Geológica de Australia. 

## Obra

### Algunas publicaciones
- Über eine neue miozäne Krabbe und die Brachyurenfauna des Wiener Beckens. Verhandlungen der Geologischen Bundesanstalt 1924, p. 109–118, PDF; 604 kB

- Neue Emydenfunde aus dem Wiener Becken und die fossilen Clemmys-Arten des Mittelmeergebietes. Sitzungsberichte der Akademie der Wissenschaften mathematisch-naturwissenschaftliche Klasse 135, 1925, p. 51-71, PDF; 1,9 MB

- Neue Untersuchungen über die Grunder Schichten bei Korneuburg. Verhandlungen der Geologischen Bundesanstalt 1926, p. 111–125, PDF; 787 kB

- Die Dekapodenfauna des österreichischen Jungtertiärs. Jahrbuch der Kaiserlich-Königlichen Geologischen Reichsanstalt 78, 1928, p. 161–219, PDF; 3,1 MB

- Crustacea Decapoda (1930)

- Principles of Micropalaeontology (1945)

- Field Guide to the Study of Larger Foraminifera

- Time-stratigraphy and the Miocene Epoch

- Principles of Micropalaeontology, Melbourne University Press/Oxford University Press 1945, New York, Hafner, (1963)

- Stratigraphic nomenclature in Australia

- Three foraminiferal zones in the Tertiary of Australia

- The Dawn of Animal Life, a biohistorical study, Cambridge University Press 1984 (1984)

## Abreviatura (zoología)
La abreviatura Glaessner  se emplea para indicar a Martin Glaessner como autoridad en la descripción y taxonomía en zoología.